# Sportgemeinschaft 09 Wattenscheid 1993-1994
Questa voce raccoglie le informazioni riguardanti la Sportgemeinschaft 09 Wattenscheid nelle competizioni ufficiali della stagione 1993-1994.

## Stagione
Nella stagione 1993-1994 il Wattenscheid, allenato da Hans Bongartz e Frank Hartmann, concluse il campionato di Bundesliga al 17º posto e fu retrocesso in 2. Bundesliga. In Coppa di Germania il Wattenscheid fu eliminato agli ottavi di finale dal Carl Zeiss Jena.

## Rosa
| N. |                     | Ruolo | Calciatore        |
| -- | ------------------- | ----- | ----------------- |
| 4  | Germania (bandiera) | D     | Andreas Teichmann |
| 14 | Germania (bandiera) | C     | Dennis Lucke      |
| 22 | Germania (bandiera) | D     | Olaf Skok         |
|    | Germania (bandiera) | P     | Andre Alter       |
|    | Germania (bandiera) | P     | Ralf Eilenberger  |
|    | Germania (bandiera) | P     | Udo Mai           |
|    | Germania (bandiera) | P     | Bernd Tilner      |
|    | Germania (bandiera) | D     | Thomas Audehm     |
|    | Germania (bandiera) | D     | Jörg Bach         |
|    | Germania (bandiera) | D     | Thorsten Daniel   |
|    | Germania (bandiera) | D     | Stefan Emmerling  |
|    | Germania (bandiera) | D     | Hans-Werner Moser |
|    | Germania (bandiera) | D     | Uwe Neuhaus       |
|    | Germania (bandiera) | D     | Roger Prinzen     |
|    | Germania (bandiera) | D     | Thomas Ridder     |

| N. |                                 | Ruolo | Calciatore         |
| -- | ------------------------------- | ----- | ------------------ |
|    | Germania (bandiera)             | D     | Jörg Silberbach    |
|    | Ucraina (bandiera)              | D     | Andrij Sydel'nykov |
|    | Germania (bandiera)             | C     | Eduard Buckmaier   |
|    | Germania (bandiera)             | C     | Thorsten Fink      |
|    | Germania (bandiera)             | C     | Karsten Hutwelker  |
|    | Bosnia ed Erzegovina (bandiera) | C     | Ivica Jozić        |
|    | Rep. Ceca (bandiera)            | C     | Karel Kula         |
|    | Germania (bandiera)             | C     | Stefan Studer      |
|    | Germania (bandiera)             | C     | Carsten Wolters    |
|    | Ghana (bandiera)                | A     | Ali Ibrahim        |
|    | Germania (bandiera)             | A     | Peter Kunkel       |
|    | Polonia (bandiera)              | A     | Marek Leśniak      |
|    | Germania (bandiera)             | A     | Alexander Löbe     |
|    | Senegal (bandiera)              | A     | Souleyman Sané     |
|    | Germania (bandiera)             | A     | Guido Silberbach   |

## Organigramma societario
Area tecnica
- Allenatore: Frank Hartmann
- Allenatore in seconda:
- Preparatore dei portieri:
- Preparatori atletici:

## Calciomercato

### Sessione estiva
| Acquisti | Acquisti          | Acquisti              | Acquisti |
| R.       | Nome              | da                    | Modalità |
| -------- | ----------------- | --------------------- | -------- |
| C        | Karsten Hutwelker | Fortuna Düsseldorf    |          |
| C        | Ivica Jozić       | Schalke 04 II         |          |
| A        | Alexander Löbe    | Unterhaching          |          |
| D        | Thomas Ridder     | Rot-Weiss Essen       |          |
| D        | Jörg Silberbach   | Preußen Münster       |          |
| C        | Stefan Studer     | Eintracht Francoforte |          |

| Cessioni | Cessioni        | Cessioni          | Cessioni |
| R.       | Nome            | a                 | Modalità |
| -------- | --------------- | ----------------- | -------- |
| A        | Uwe Tschiskale  | Preußen Münster   |          |
| D        | Thomas Langbein | VfR Sölde         |          |
| A        | Andreas Müller  | Arminia Bielefeld |          |
| D        | Jörg Sobiech    | Kickers Stoccarda |          |

### Sessione invernale
| Acquisti | Acquisti | Acquisti | Acquisti |
| R.       | Nome     | da       | Modalità |
| -------- | -------- | -------- | -------- |

| Cessioni | Cessioni       | Cessioni    | Cessioni |
| R.       | Nome           | a           | Modalità |
| -------- | -------------- | ----------- | -------- |
| C        | Günter Hermann | Hannover 96 |          |

## Risultati

### Bundesliga

#### Girone di andata
| Arbitro: | Strigel |

|                               |           |  |
| Leśniak 32’ Fink 41’ Bach 84’ | Marcatori |  |

| Arbitro: | Merk |

|                                      |           |             |
| Rraklli 28’, 70’ Simon 48’ Burić 78’ | Marcatori | 57’ Neuhaus |

| Arbitro: | Zerr |

|             |           |                    |
| Wolters 32’ | Marcatori | 5’ Wörns 61’ Hapal |

| Arbitro: | Malbranc |

|             |           |         |
| Kmetsch 64’ | Marcatori | 9’ Löbe |

| Arbitro: | Habermann |

|                      |           |                                      |
| Löbe 38’ Prinzen 63’ | Marcatori | 45’, 90’ Walter 78’ Brdarić 83’ Knup |

| Lipsia 4 settembre 1993, ore 15:30 CEST 6ª giornata | VfB Lipsia | 0 – 0 referto | Wattenscheid 09 | Zentralstadion (5 800 spett.)\| Arbitro: \| Albrecht \| |
| Arbitro:                                            | Albrecht   |               |                 |                                                         |

| Arbitro: | Fux |

|  |           |                         |
|  | Marcatori | 75’ Weidemann 90’ Közle |

| Arbitro: | Kasper |

|                                       |           |                       |
| Witeczek 16’ Nerlinger 56’ Scholl 78’ | Marcatori | 20’, 55’, 90’ Leśniak |

| Brema 25 settembre 1993, ore 15:30 CEST 9ª giornata | Werder Brema | 0 – 0 referto | Wattenscheid 09 | Weserstadion (17 598 spett.)\| Arbitro: \| Best \| |
| Arbitro:                                            | Best         |               |                 |                                                    |

| Arbitro: | Gläser |

|             |           |                        |
| Leśniak 28’ | Marcatori | 69’ Zorc 74’ Chapuisat |

| Arbitro: | Berg |

|                             |           |             |
| von Heesen 11’ Hartmann 27’ | Marcatori | 35’ Leśniak |

| Arbitro: | Fischer |

|                      |           |                         |
| Fink 70’ Leśniak 78’ | Marcatori | 31’ Baumann 44’ Lehmann |

| Arbitro: | Steinborn |

|                             |           |                        |
| Salou 12’, 47’ Pflipsen 74’ | Marcatori | 27’, 76’ Sané 89’ Fink |

| Bochum 30 ottobre 1993, ore 15:30 CET 14ª giornata | Wattenscheid 09 | 0 – 0 referto | Eintracht Francoforte | Lohrheidestadion (10 000 spett.)\| Arbitro: \| Fröhlich \| |
| Arbitro:                                           | Fröhlich        |               |                       |                                                            |

| Arbitro: | Ziller |

|                                          |           |               |
| Kadlec 26’ Roos 55’ Sforza 81’ Kuntz 83’ | Marcatori | 41’ Buckmaier |

| Arbitro: | Wiesel |

|               |           |                    |
| Sané 26’, 46’ | Marcatori | 77’ (aut.) Neuhaus |

| Arbitro: | Schäfer |

|                       |           |  |
| Krieg 41’ Schmitt 75’ | Marcatori |  |

#### Girone di ritorno
| Arbitro: | Scheuerer |

|                                                     |           |         |
| Anderbrügge 42’ Büskens 45’ Eckstein 79’ Mulder 85’ | Marcatori | 3’ Sané |

| Arbitro: | Dellwing |

|                           |           |           |
| Sané 29’, 62’ Leśniak 79’ | Marcatori | 77’ Zeyer |

| Arbitro: | Buchhart |

|             |           |          |
| Kirsten 30’ | Marcatori | 29’ Sané |

| Arbitro: | Osmers |

|                 |           |                      |
| Kern 43’ (aut.) | Marcatori | 17’ (rig.) Marschall |

| Arbitro: | Amerell |

|                                |           |  |
| Buck 48’ Strunz 67’ Kienle 82’ | Marcatori |  |

| Arbitro: | Strampe |

|               |           |                               |
| Sané 29’, 84’ | Marcatori | 5’ Weichert 88’ (rig.) Anders |

| Arbitro: | Habermann |

|                             |           |             |
| Steininger 21’ Notthoff 36’ | Marcatori | 39’ Leśniak |

| Arbitro: | Fröhlich |

|          |           |                                    |
| Bach 88’ | Marcatori | 51’ Valencia 65’ Matthäus 69’ Frey |

| Arbitro: | Best |

|                     |           |               |
| Fink 42’ Ridder 89’ | Marcatori | 34’, 62’ Bode |

| Arbitro: | Dardenne |

|                            |           |  |
| Franck 34’ Zorc 80’ (rig.) | Marcatori |  |

| Arbitro: | Gläser |

|                                |           |                      |
| Leśniak 59’, 84’ Emmerling 63’ | Marcatori | 64’ (aut.) Emmerling |

| Arbitro: | Amerell |

|                              |           |                      |
| Bach 5’ (aut.) Kohn 18’, 61’ | Marcatori | 49’ Leśniak 74’ Sané |

| Arbitro: | Schmidt |

|                               |           |                  |
| Fink 19’ Sané 47’ Wolters 51’ | Marcatori | 35’ (aut.) Alter |

| Arbitro: | Heynemann |

|                                                           |           |          |
| Yeboah 25’ Reis 29’ Binz 52’ Dickhaut 54’ Skok 66’ (aut.) | Marcatori | 86’ Sané |

| Arbitro: | Wiesel |

|  |           |                       |
|  | Marcatori | 86’ Sforza 90’ Hengen |

| Arbitro: | Best |

|                                                |           |           |
| Wiesinger 10’ Golke 17’ Oechler 58’ Sutter 59’ | Marcatori | 82’ Jozić |

| Arbitro: | Aust |

|                                             |           |             |
| Jozić 24’, 34’, 90’ Prinzen 48’ Leśniak 76’ | Marcatori | 63’ Nowotny |

### Coppa di Germania
| Arbitro: | Fandel |

|  |           |               |
|  | Marcatori | 51’, 77’ Löbe |

| Arbitro: | Fleske |

|          |           |                          |
| Renn 95’ | Marcatori | 99’ Prinzen 110’ Leśniak |

| Arbitro: | Hauer |

|               |           |  |
| Akpoborie 26’ | Marcatori |  |

## Statistiche

### Statistiche di squadra
| Competizione      | Punti | In casa | In casa | In casa | In casa | In casa | In casa | In trasferta | In trasferta | In trasferta | In trasferta | In trasferta | In trasferta | Totale | Totale | Totale | Totale | Totale | Totale | DR  |
| Competizione      | Punti | G       | V       | N       | P       | Gf      | Gs      | G            | V            | N            | P            | Gf           | Gs           | G      | V      | N      | P      | Gf     | Gs     | DR  |
| ----------------- | ----- | ------- | ------- | ------- | ------- | ------- | ------- | ------------ | ------------ | ------------ | ------------ | ------------ | ------------ | ------ | ------ | ------ | ------ | ------ | ------ | --- |
| Bundesliga        | 23    | 17      | 6       | 5       | 6       | 31      | 27      | 17           | 0            | 6            | 11           | 17           | 43           | 34     | 6      | 11     | 17     | 48     | 70     | -22 |
| Coppa di Germania | -     | 0       | 0       | 0       | 0       | 0       | 0       | 3            | 2            | 0            | 1            | 4            | 2            | 3      | 2      | 0      | 1      | 4      | 2      | +2  |
| Totale            | 23    | 17      | 6       | 5       | 6       | 31      | 27      | 20           | 2            | 6            | 12           | 21           | 45           | 37     | 8      | 11     | 18     | 52     | 72     | -20 |

### Andamento in campionato
| Giornata  | 1 | 2  | 3  | 4  | 5  | 6  | 7  | 8  | 9  | 10 | 11 | 12 | 13 | 14 | 15 | 16 | 17 | 18 | 19 | 20 | 21 | 22 | 23 | 24 | 25 | 26 | 27 | 28 | 29 | 30 | 31 | 32 | 33 | 34 |
| --------- | - | -- | -- | -- | -- | -- | -- | -- | -- | -- | -- | -- | -- | -- | -- | -- | -- | -- | -- | -- | -- | -- | -- | -- | -- | -- | -- | -- | -- | -- | -- | -- | -- | -- |
| Luogo     | C | T  | C  | T  | C  | T  | C  | T  | T  | C  | T  | C  | T  | C  | T  | C  | T  | T  | C  | T  | C  | T  | C  | T  | C  | C  | T  | C  | T  | C  | T  | C  | T  | C  |
| Risultato | V | P  | P  | N  | P  | N  | P  | N  | N  | P  | P  | N  | N  | N  | P  | V  | P  | P  | V  | N  | N  | P  | N  | P  | P  | N  | P  | V  | P  | V  | P  | P  | P  | V  |
| Posizione | 4 | 10 | 11 | 11 | 13 | 13 | 14 | 14 | 12 | 14 | 16 | 16 | 15 | 16 | 16 | 15 | 16 | 16 | 16 | 16 | 16 | 17 | 17 | 17 | 17 | 17 | 17 | 17 | 17 | 17 | 17 | 17 | 17 | 17 |

Legenda:

Luogo: C = Casa; T = Trasferta. Risultato: V = Vittoria; N = Pareggio; P = Sconfitta.

### Statistiche dei giocatori
| Giocatore      | Bundesliga | Bundesliga | Bundesliga  | Bundesliga | Coppa di Germania | Coppa di Germania | Coppa di Germania | Coppa di Germania | Totale   | Totale | Totale      | Totale     |
| Giocatore      | Presenze   | Reti       | Ammonizioni | Espulsioni | Presenze          | Reti              | Ammonizioni       | Espulsioni        | Presenze | Reti   | Ammonizioni | Espulsioni |
| -------------- | ---------- | ---------- | ----------- | ---------- | ----------------- | ----------------- | ----------------- | ----------------- | -------- | ------ | ----------- | ---------- |
| A. Alter       | 10         | 0          | 1           | 0          | 0                 | 0                 | 0                 | 0                 | 10       | 0      | 1           | 0          |
| T. Audehm      | 1          | 0          | 0           | 1          | 0                 | 0                 | 0                 | 0                 | 1        | 0      | 0           | 1          |
| J. Bach        | 31         | 2          | 4           | 2          | 1                 | 0                 | 0                 | 0                 | 32       | 2      | 4           | 2          |
| E. Buckmaier   | 19         | 1          | 3           | 0          | 3                 | 0                 | 0                 | 0                 | 22       | 1      | 3           | 0          |
| T. Daniel      | 1          | 0          | 1           | 0          | 0                 | 0                 | 0                 | 0                 | 1        | 0      | 1           | 0          |
| R. Eilenberger | 13         | 0          | 0           | 0          | 2                 | 0                 | 0                 | 0                 | 15       | 0      | 0           | 0          |
| S. Emmerling   | 33         | 1          | 5           | 0          | 3                 | 0                 | 0                 | 0                 | 36       | 1      | 5           | 0          |
| T. Fink        | 33         | 5          | 7           | 0          | 3                 | 0                 | 0                 | 0                 | 36       | 5      | 7           | 0          |
| G. Hermann     | 14         | 0          | 1           | 0          | 2                 | 0                 | 0                 | 0                 | 16       | 0      | 1           | 0          |
| K. Hutwelker   | 5          | 0          | 0           | 0          | 0                 | 0                 | 0                 | 0                 | 5        | 0      | 0           | 0          |
| A. Ibrahim     | 5          | 0          | 1           | 0          | 1                 | 0                 | 0                 | 0                 | 6        | 0      | 1           | 0          |
| I. Jozić       | 12         | 4          | 1           | 0          | 0                 | 0                 | 0                 | 0                 | 12       | 4      | 1           | 0          |
| K. Kula        | 20         | 0          | 2           | 0          | 3                 | 0                 | 1                 | 0                 | 23       | 0      | 3           | 0          |
| P. Kunkel      | 0          | 0          | 0           | 0          | 0                 | 0                 | 0                 | 0                 | 0        | 0      | 0           | 0          |
| M. Leśniak     | 31         | 13         | 5           | 0          | 3                 | 1                 | 0                 | 0                 | 34       | 14     | 5           | 0          |
| D. Lucke       | 0          | 0          | 0           | 0          | 0                 | 0                 | 0                 | 0                 | 0        | 0      | 0           | 0          |
| A. Löbe        | 29         | 2          | 0           | 0          | 3                 | 2                 | 1                 | 0                 | 32       | 4      | 1           | 0          |
| U. Mai         | 11         | 0          | 0           | 0          | 1                 | 0                 | 0                 | 0                 | 12       | 0      | 0           | 0          |
| H. Moser       | 24         | 0          | 5           | 0          | 2                 | 0                 | 0                 | 0                 | 26       | 0      | 5           | 0          |
| U. Neuhaus     | 21         | 1          | 5           | 1          | 2                 | 0                 | 1                 | 0                 | 23       | 1      | 6           | 1          |
| R. Prinzen     | 19         | 2          | 3           | 1          | 3                 | 1                 | 0                 | 0                 | 22       | 3      | 3           | 1          |
| T. Ridder      | 7          | 1          | 3           | 0          | 0                 | 0                 | 0                 | 0                 | 7        | 1      | 3           | 0          |
| S. Sané        | 21         | 13         | 3           | 0          | 2                 | 0                 | 0                 | 0                 | 23       | 13     | 3           | 0          |
| G. Silberbach  | 3          | 0          | 0           | 0          | 1                 | 0                 | 0                 | 0                 | 4        | 0      | 0           | 0          |
| J. Silberbach  | 0          | 0          | 0           | 0          | 0                 | 0                 | 0                 | 0                 | 0        | 0      | 0           | 0          |
| O. Skok        | 4          | 0          | 0           | 0          | 0                 | 0                 | 0                 | 0                 | 4        | 0      | 0           | 0          |
| S. Studer      | 26         | 0          | 4           | 0          | 2                 | 0                 | 1                 | 0                 | 28       | 0      | 5           | 0          |
| A. Sydel'nykov | 0          | 0          | 0           | 0          | 0                 | 0                 | 0                 | 0                 | 0        | 0      | 0           | 0          |
| A. Teichmann   | 0          | 0          | 0           | 0          | 0                 | 0                 | 0                 | 0                 | 0        | 0      | 0           | 0          |
| B. Tilner      | 0          | 0          | 0           | 0          | 0                 | 0                 | 0                 | 0                 | 0        | 0      | 0           | 0          |
| U. Tschiskale  | 3          | 0          | 0           | 0          | 0                 | 0                 | 0                 | 0                 | 3        | 0      | 0           | 0          |
| C. Wolters     | 31         | 2          | 4           | 0          | 2                 | 0                 | 0                 | 0                 | 33       | 2      | 4           | 0          |